# Черкаський річковий вокзал
Черка́ський річковий вокзал — річковий вокзал у порту на річці Дніпро у межах міста Черкаси.

## Історія
Перша річкова пристань та річковий вокзал у Черкасах з'явився 1846 року. Незадовго до цього поміж місто ходили пароплави генерала Мальцева і поміщика Пулавського. Дніпро на той час часто змінював свій фарватер, тож подорожі були складними. 1858 року було утворено Перше акціонерне товариство пароплавства на Дніпрі, яке займалось вантажно-пасажирськими перевезеннями і саме воно впорядкувало потім рух по Дніпру. До Черкас припливали не лише місцеві судна, а й англійські, голландські і німецькі пароплави. Мікрорайон Митниця перетворилась на справжнє портове містечко, де значного поширення набули мореплавські професії. 1888 року було відкрито Друге пароплавне товариство на Дніпрі, яке володіло 6 пароплавами на маршруті Київ-Кременчук-Катеринослав. Саме тоді на карту водних шляхів Російської імперії як важливий транспортний вузол були нанесені Черкаси.
Відомий черкаський краєзнавець Василь Страшевич у своїх роботах так описував Черкаський порт:
|  | У місті вже діяли 2 пости, що наглядали за навігаційною обстановкою на дільниці від Василиці до Цісарської Слободи, щодня ввечері засвічували, а вранці гасили сигнальні вогні, весною встановлювали, а глибокою осінню, перед льодоставом, знімали бакени. Фарватер щомісяця перевіряли водомірні пости, що зробило судноплавство більш безпечним. А з моменту появи у 1892 році перших парових землечерпальних снарядів стало можливим стежити за глибиною фарватерного ходу та обладнувати достатні глибини в районі пристані для встановлення стаціонарних пасажирських та вантажних причалів. На початку 90-х років XIX століття ріка в межах Черкас нагадувала мурашник: повз місто снували рейсові пароплави, буксири тягли каравани барж та плотів, чотири рази на день з полтавською стороною встановлювався зв'язок через Черкаси-Красне, де курсував пароплав «Варяг», який орендувало Товариство Московсько-Київсько-Воронезької залізниці… Крім того, ходили ще й рейсові парові катери, пороми й «дуби» — деситявесельні човни, що перевозили людей і вантажі з ближніх сіл. У Митницькому районі Черкас у 1898 році було обладнано 5 пристаней… Територія для пристаней орендувалася у міської думи, за що кожен підприємець сплачував по 600–700 рублів щомісяця. У районі пристаней були встановлені причали-дебаркадери, до яких швартувалися пароплави й катери, взимку дебаркадери відбуксовувалися в затон на стоянку |

У період 1880–1910 років вантажообіг Черкаського пору збільшився втричі, за даними 1910 року у порту за рік розвантажилось 853 судна. У повоєнні роки від Черкас ходив новий дизельний пором, який мав розміри 20×40 м. При створенні Кременчуцького водосховища постало питання будівництва у Черкасах нового річкового порту. За період роботи було намито 15-метровий шар піску об'ємом 3,5 мільйона м³, забетоновано 1728 м дамби об'ємом 22 тисячі м³ залізобетону. Були зведені механізовані причали, бокси та набережна. 5 травня 1961 року до порту було приписане перше пасажирське судно — ракета «Юрій Гагарін». Вантажний порт було відкрито 24 липня того ж року. Від самого початку порт використовувався для розвантаження будівельних матеріалів для зведення «Азоту». Пасажирський вокзал було відкрито 4 листопада 1962 року. На площі перед вокзалом було встановлено пам'ятник Черкащини, яку символічно зображала жінка у національному українському вбранні та зі щедрими дарами природи у руках. На сьогодні скульптура відсутня. На початку 2000-их років було вирішено реконструювати вокзал, але роботи затяглись і новий вигляд він отримав лише восени 2011 року. Того ж року вокзал був переданий із приватних рук місту.
За 2012 рік через вокзал пройшло 332 рейси, перевезено 23 тисячі осіб. У порту двічі швартувався теплохід «Фіделіо» для перевезення іноземних туристів за маршрутом «Київ-Миколаїв».

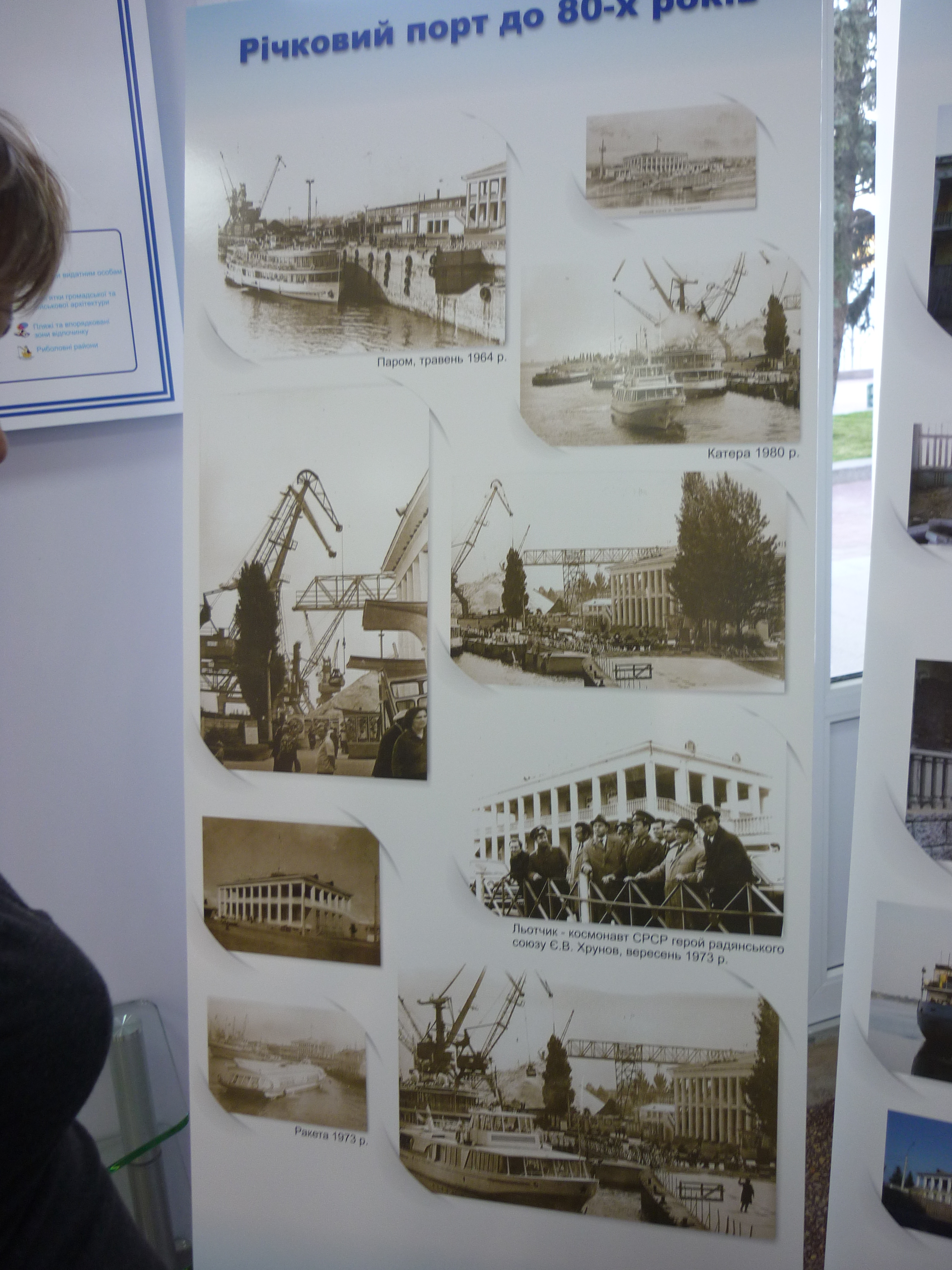
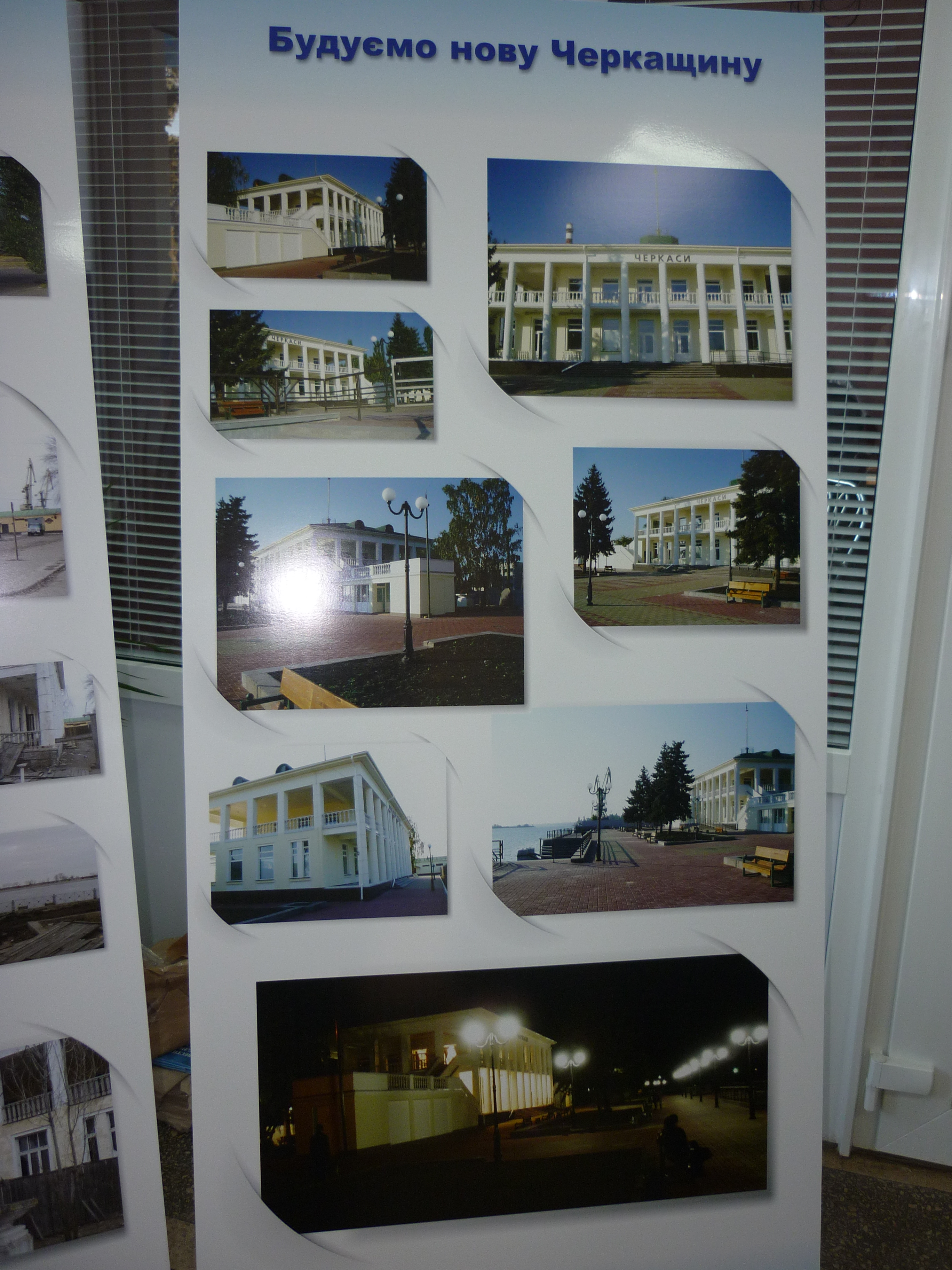
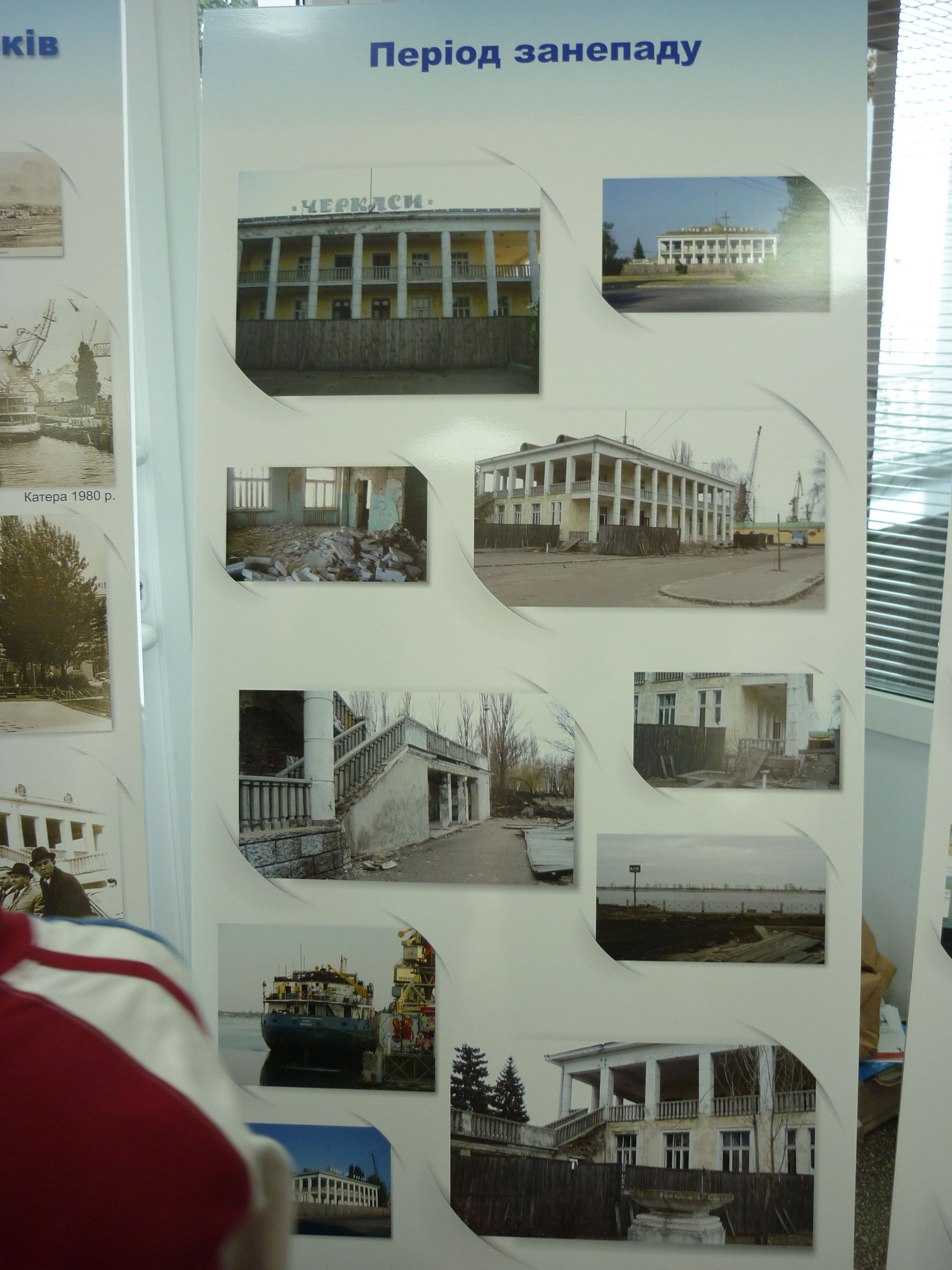

## Опис
Річковий порт Черкаського річкового вокзалу розташований у середній течії Дніпра на відстані 725 км від його гирла. Навігація відбувається з 15 квітня по 15 листопада. Акваторія порту захищена хвилезахисною дамбою. Захід суден у акваторію порту відбувається через верхній вхід. Порт може приймати самохідні вантажні трюмні судна типу «річка-море» вантажопідйомність 3 тисячі тонн, річкові судна вантажопідйомністю до 2 тисяч тонн. Глибина на підходах до порту та біля пристаней становить 3,6 м. Швидкість руху суден у акваторії порту — 5 км/год. Причал має довжину 128 метрів і розрахований на прийом одразу 3 суден.
У будівлі вокзалу працюють квиткові каси, кімната матері й дитини, туалети, фоє обладнане м'якими кріслами. На другому поверсі працює ресторан-кав'ярня.

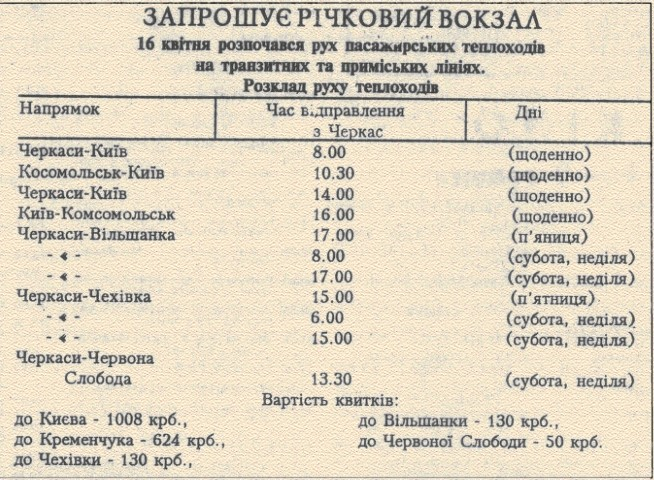
Розклад по Рiчковому вокзалу в 90-i рр.
Перед реконструкцією. Травень 2010
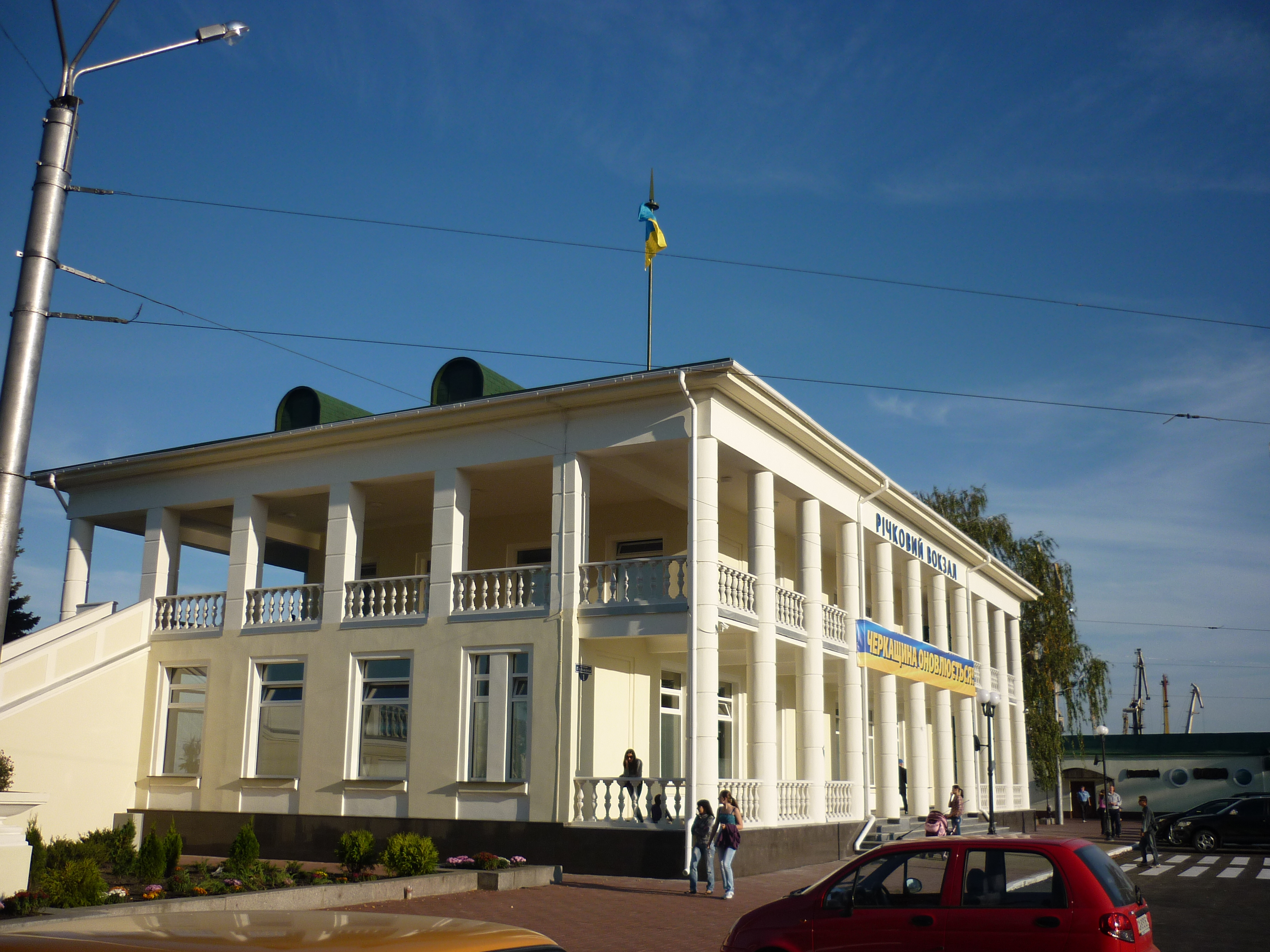
Оновлений вокзал (вигляд з вулиці)
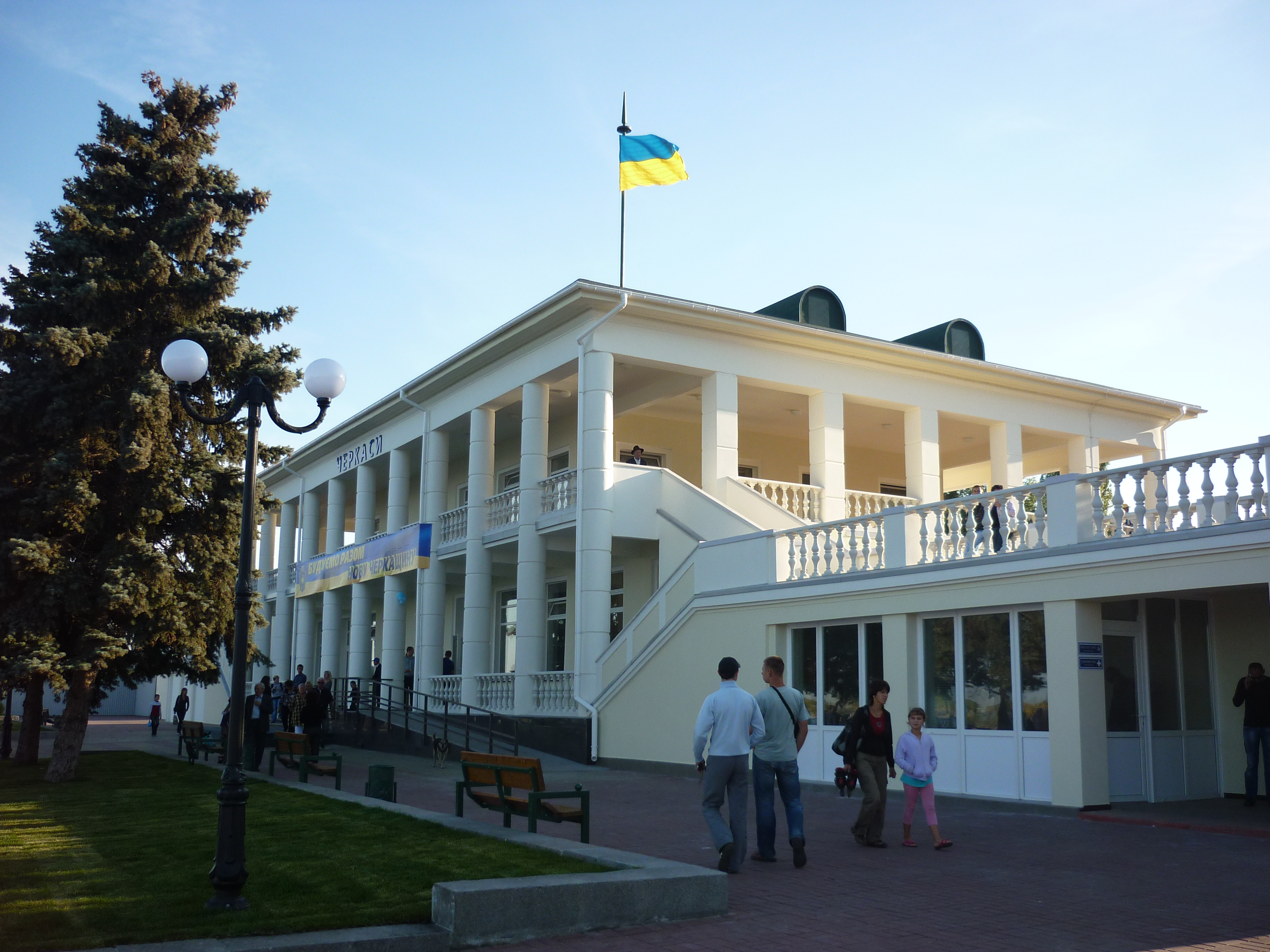
Оновлений вокзал (вигляд з річки)
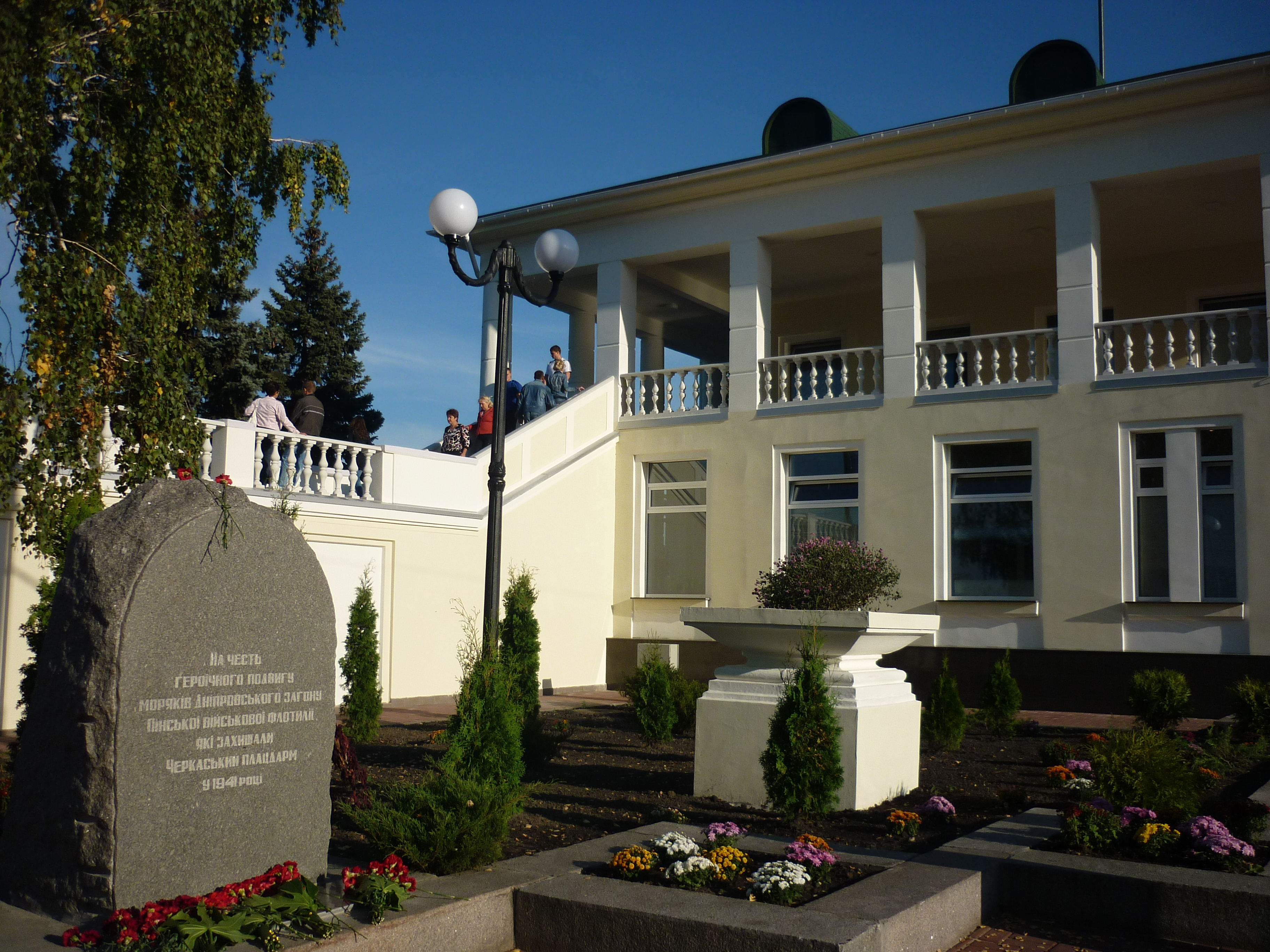
Пам'ятник Дніпровському загону Пінської флотилії
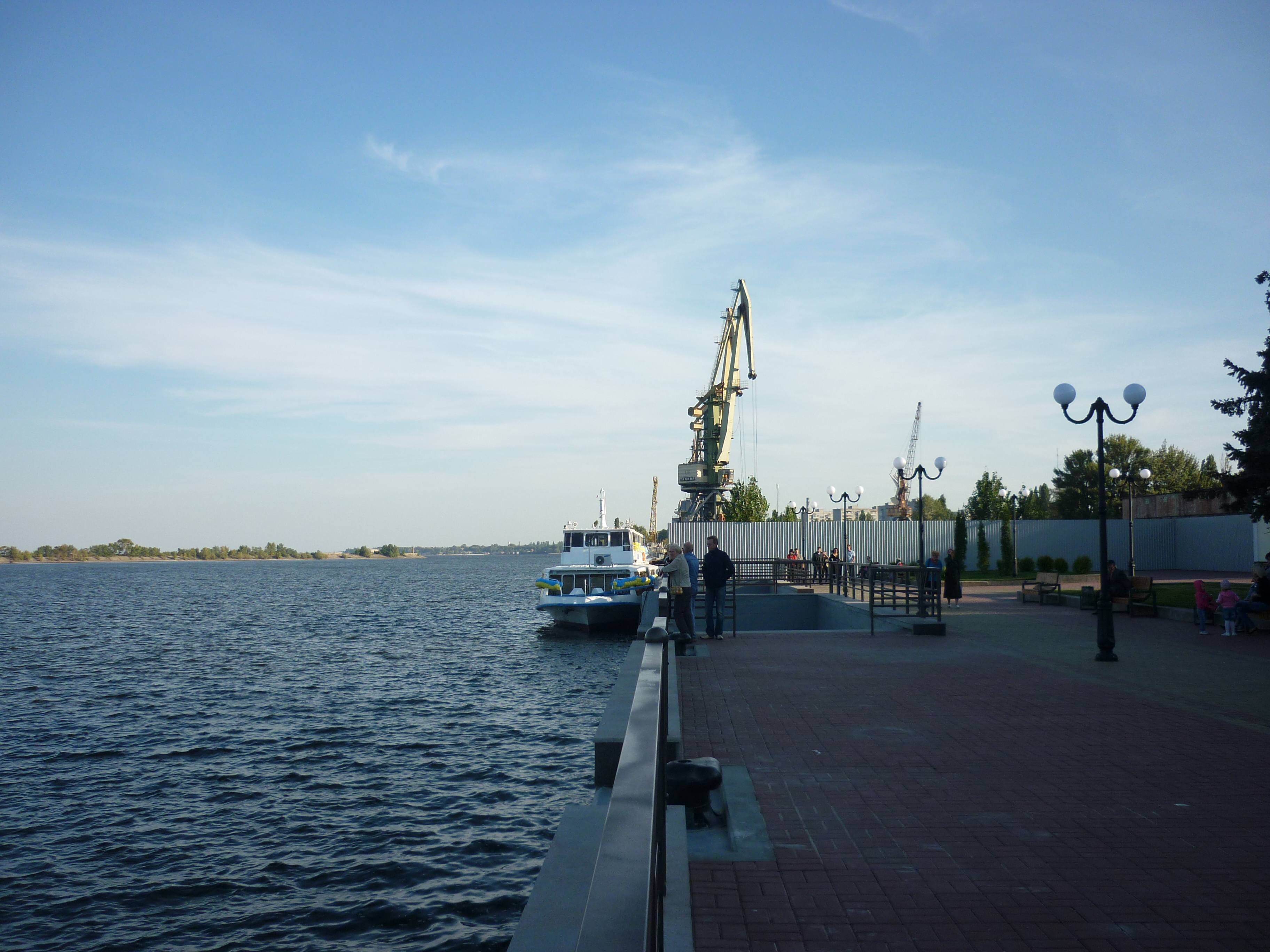
Причал (вигляд на вантажний порт)
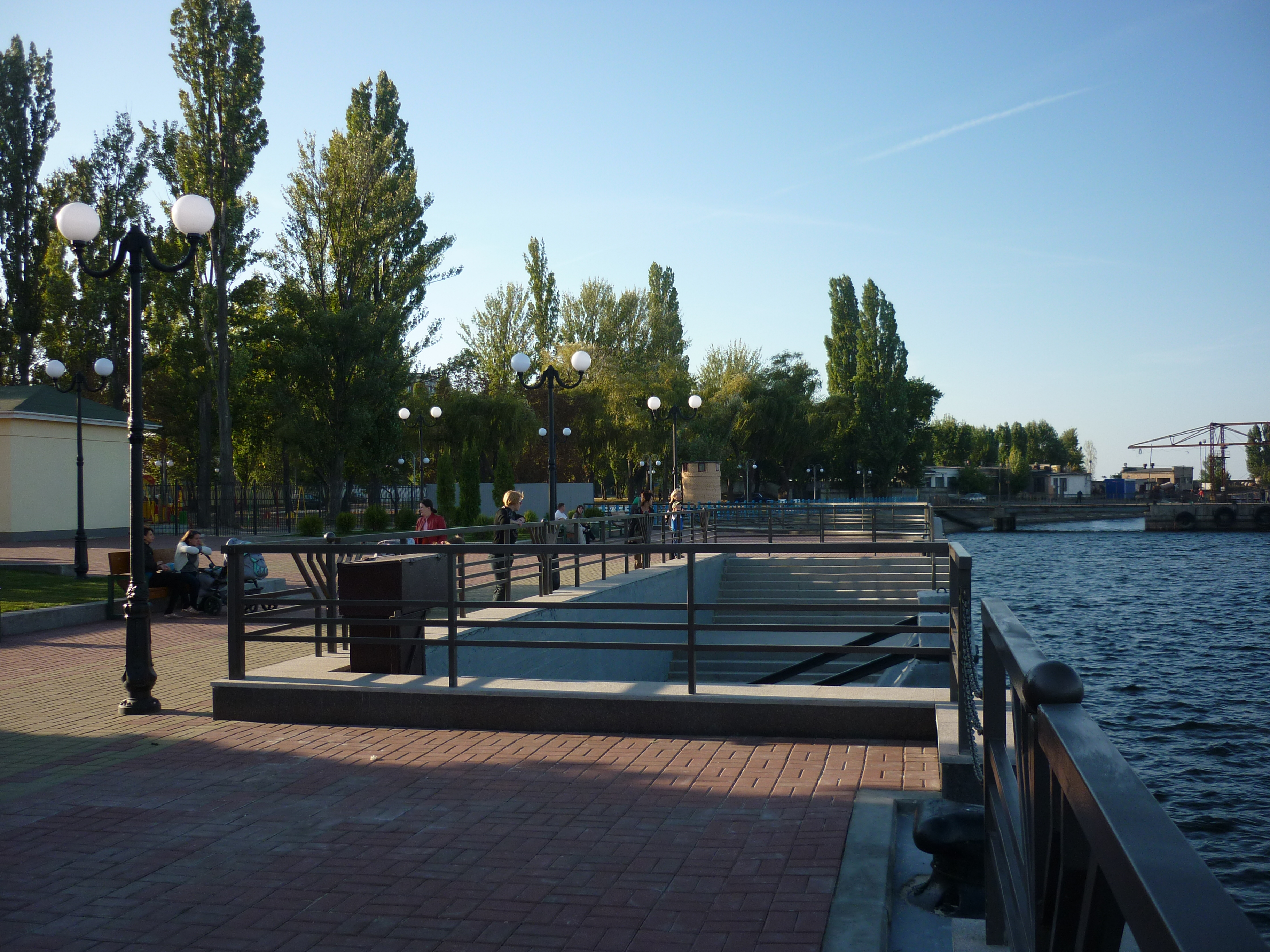
Причал (вигляд від вантажного порту)
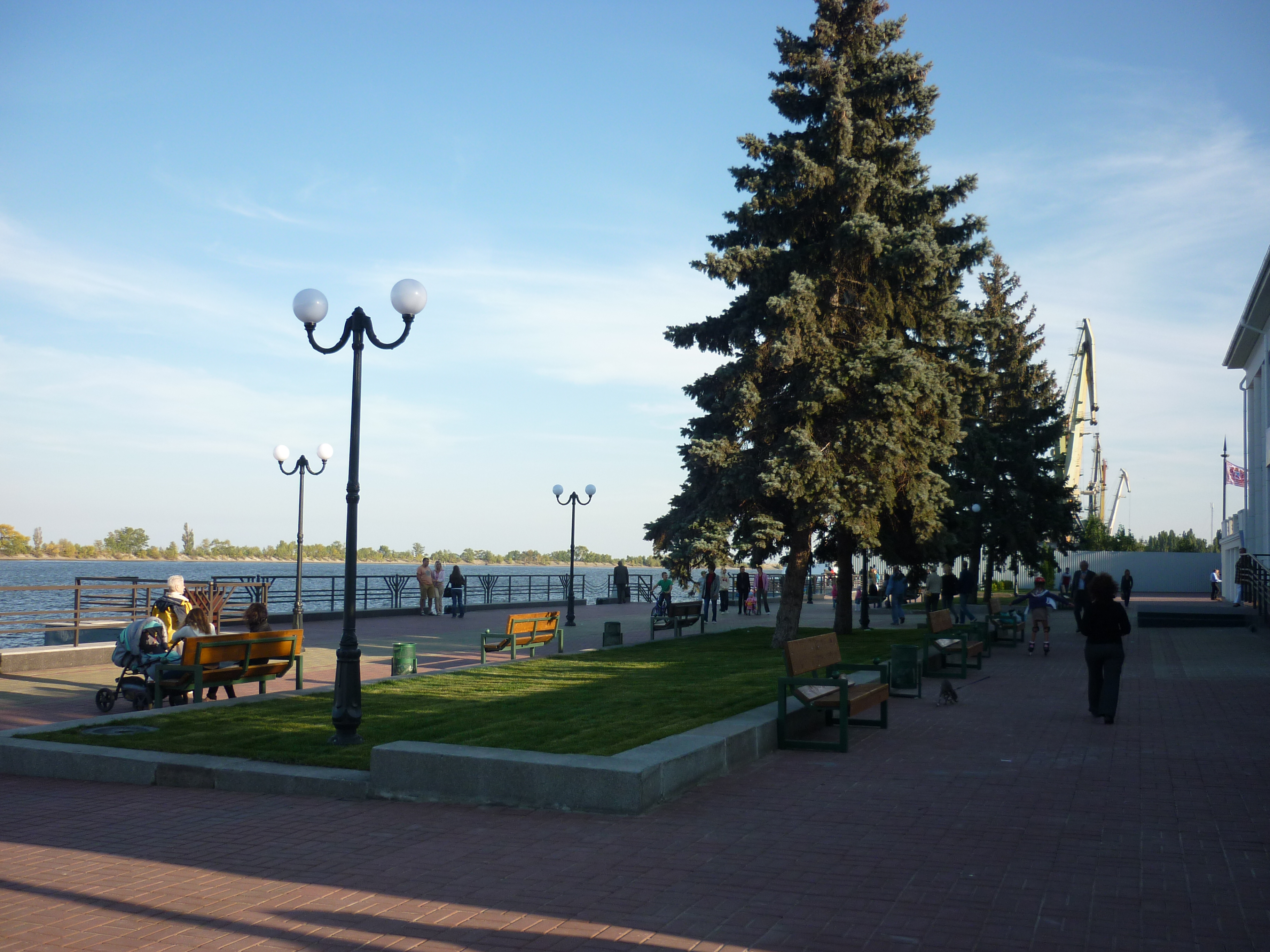
Облаштований сквер